# Alpha Muscae
Désignations
Alpha Muscae (α Mus / α Muscae) est l'étoile la plus brillante (3e magnitude) de la constellation de la Mouche. Elle brille à une distance de ∼ 315 a.l. (∼ 96,6 pc) de la Terre.

## Propriétés
Alpha Muscae est une étoile chaude de type spectral B2IV-V, ce qui suggère qu'elle arriverait à la fin de sa vie sur la séquence principale et commencerait à évoluer en devenant une sous-géante. Sa surface bleue-blanche possède une température assez bien connue de 21 400 kelvin, et est si chaude que l'essentiel du rayonnement est émis dans l'ultraviolet, invisible à nos yeux. Sa luminosité est environ 4 000 fois supérieure à celle du Soleil. Cette combinaison de température et de luminosité donne un rayon égal à 4,8 fois celui du Soleil ; ces éléments en conjonction avec la théorie sur la structure stellaire et de l'évolution stellaire donnent une étoile de 8,8 masses solaires qui est environ à la moitié de sa vie de naine brûlant de l'hydrogène, estimée à 32 millions d'années (le classement en « sous-géante » est clairement inapproprié, puisque les étoiles sous-géantes sont en train d'achever la fusion nucléaire de leur cœur).
Comme la plupart des étoiles de type B, elle tourne rapidement sur elle-même avec une vitesse équatoriale d'au moins 114 km/s, ce qui donne une période de rotation de moins de deux jours. De même, comme beaucoup d'étoiles de ce type, Alpha Muscae est une variable de type Beta Cephei, sa luminosité fluctuant faiblement d'environ un pour cent sur une période de 2,2 heures.

## Environnement stellaire
À environ une demi-minute d'arc de distance, se trouve une probable compagne de 13e magnitude, qui pourrait également être une coïncidence de ligne de visée. Alpha Muscae fait partie du sous-groupe Bas-Centaure Croix du Sud de l'association d'étoiles de type O et B Scorpion-Centaure, qui sont toutes nées plus ou moins en même temps dans un nuage interstellaire massif.